# Fod (anatomi)
 For alternative betydninger, se Fod. (Se også artikler, som begynder med Fod)
Fod er en anatomisk struktur der findes i mange hvirveldyr. Det er den sidste del af et lem der bærer vægt og tillader bevægelse. Hos mange dyr med fødder, er foden et separat organ i den sidste del af benet, bestående af en eller flere segmenter af knogler, generelt inkluderende klør eller negle.
| Anatomi | Spire Denne artikel om anatomi er en spire som bør udbygges. Du er velkommen til at hjælpe Wikipedia ved at udvide den. |